# 岡邦雄
岡 邦雄（おか くにお、1890年1月15日 - 1971年5月22日）は、日本の科学史家。

## 来歴
山形県米沢市生まれ。東京物理学校（現在の東京理科大学）卒。1924年旧制第一高等学校（現在の東京大学教養学部）助教授。文化学院大学部設立に助力し、教師も務める。1932年に共産主義活動を理由に一高を解雇され、同年、戸坂潤らとともに唯物論研究会の創立に参加した。
1936年には糟糠の妻と6人の子を捨て、26歳のロシア語翻訳者桝本セツとの恋愛に走ったことで世間を騒がせ、新聞には、自らが唱えた新しきモラルの実践か、と揶揄された。
1938年に治安維持法違反の疑いにより逮捕。
1945年10月9日、全政治犯の釈放に際し、宮城刑務所を出所した。
出所後は、鎌倉アカデミアで教えた。技術論論争の論客としても知られる。
1947年の第1回参議院議員通常選挙に全国区から日本共産党公認で立候補したが落選した。
息子に元日本労働組合総連合会社会政策局長の桝本純。

## 著書
- 『物理学読本』（下出書店） 1922
- 『相対性原理読本』（春秋社） 1922
- 『自然科学史』（春秋社） 1930
- 『科学文明史』（アルス） 1931
- 『唯物論と自然科学』（大畑書店） 1934
- 『自然科学史講話』上巻（白揚社） 1935
- 『新アンシクロペヂスト』（福田書房） 1935
- 『中等物理学講義』（三省堂） 1935
- 『科学と文学 第三評論集』（三笠書房） 1936
- 『科学思想史 』（三笠書房、唯物論全書） 1936
- 『街頭評論 第四評論集』（相模書房） 1937
- 『やさしい進化論』（労働文化社） 1948
- 『社会科学と自然科学』（労働文化社） 1948
- 『科学者の道』（三笠書房） 1948
- 『大科学者伝 コペルニクス,ブラーエ,ガリレオ,ケプラー,ニュートン - 生涯と学説』（文理書院） 1948
- 『自然科学史』全7巻（白揚社） 1948 - 1951
- 『自然科学の歴史』（高山書院） 1949
- 『科学の歴史』（ナウカ社） 1949
- 『若き石川啄木』（三笠書房） 1949
- 『科学的人生論 自然的人間から社会的人間え』（文理書院） 1950
- 『内村鑑三 明治文化史の一断面』（詩論社） 1950
- 『思想と人生 いかに考えるべきか』（文理書院） 1952
- 『自然科学はいかに進歩したか 自然科学史要』（春秋社） 1952
- 『自然科学史概論』（春秋社） 1952 - 1953
- 『新しい人生論 若き友への手紙』（文理書院） 1954
- 『上杉鷹山』（国土社、少年伝記文庫） 1955
- 『新らしい技術論』（春秋社） 1955
- 『科学の現代史』（春秋社） 1957
- 『科学と人間性』（三一新書) 1957

## 共編著
- 『受験準備徹底せる化学研究』（渡部金次郎共著、健文社） 1926
- 『自然科学史』（小倉金之助共著、岩波書店） 1932
- 『道徳論』（戸坂潤共著、三笠書房） 1936
- 『自然弁証法』（吉田斂,石原辰郎共著、三笠書房、唯物論全書） 1935
- 『日本科学年報 1937年版』（戸坂潤共編、改造社） 1937
- 『科学史大系 第8 地学史 地球の探究』（小林英夫共著、中教出版） 1954
- 『講座・科学技術教育』（三枝博音,長谷川淳共編、明治図書出版） 1959
- 『技術・家庭科授業入門』（明治図書出版） 1966
- 『男女共通の技術・家庭科教育』（向山玉雄共編、明治図書出版） 1970

## 翻訳
- 『ニウトンからアインシュタインまで』（ベンジャミン・ハーロー、下出書店） 1921
- 『科学史概論』（リツピー、内山賢次共訳、春秋社） 1923
- 『発明王エヂソン』（ブライアン、アルス） 1929
- 『プリンシピア』（ニウトン、春秋社、世界大思想全集） 1930
- 『力学対話』（ガリレイ、春秋社、世界大思想全集） 1931
- 『ソヴエト科学の達成』（聯邦アカデミヤ編、大竹博吉共訳、ナウカ社） 1935
- 『近代技術史』（ヴェ・ダニレフスキイ、桝本セツ共訳、三笠書房） 1937
- 『人間の由来』上（ダーウィン、石田周三共訳、白揚社、ダーウィン全集6） 1938
- 『数学の歴史』（D・J・ストルイク、水津彦雄共訳、みすず書房、現代科学叢書） 1957
- 『ろうそくの語る科学』（M・ファラデー、平凡社、世界教養全集） 1962